# Ronny Brede Aase

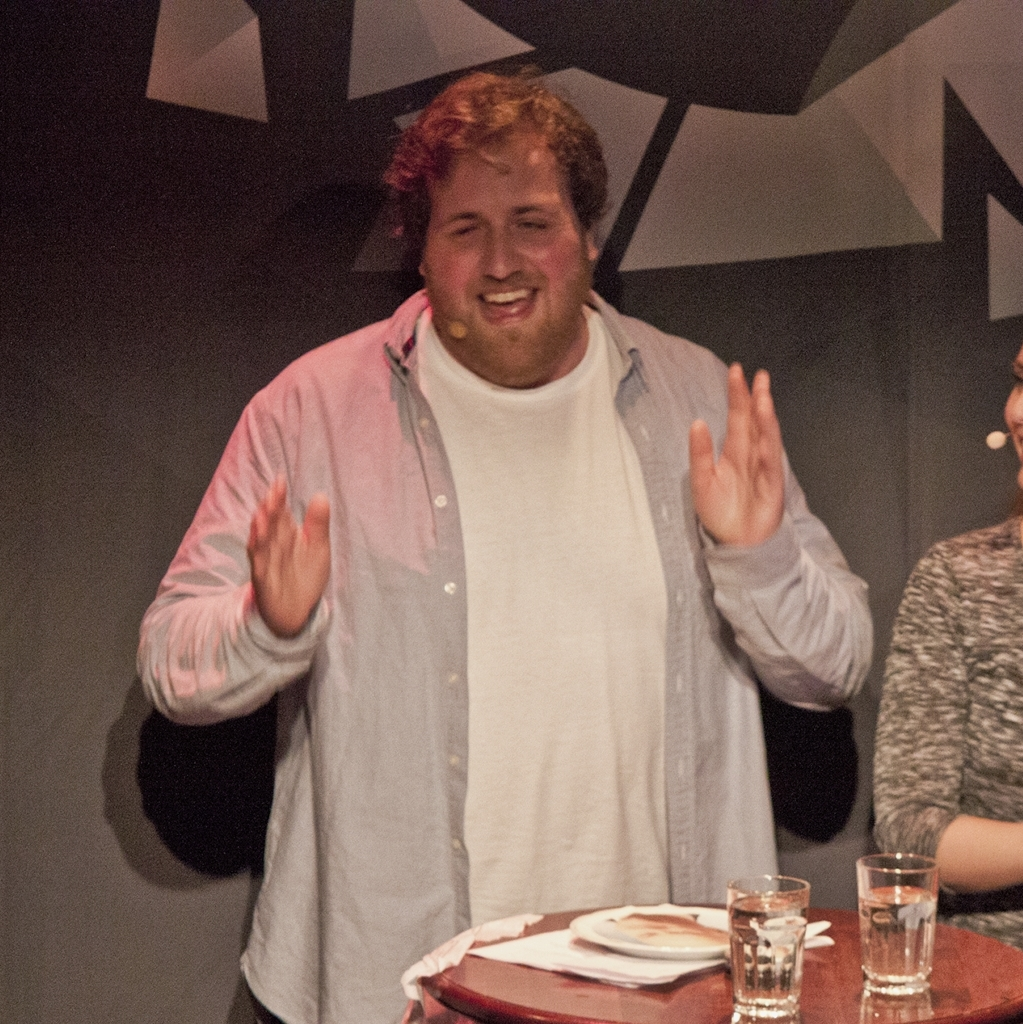
Ronny Brede Aase, 2014

Ronny Brede Aase (* 1986) ist ein norwegischer Fernseh- und Hörfunkmoderator. Er wurde unter anderem als Moderator der Radiosendung P3morgen bekannt.

## Leben
Aase stammt aus der damaligen Gemeinde Førde, heute Sunnfjord. Eine missglückten Augenoperation führte dazu, dass er auf dem rechten Auge seine Sehkraft verlor. Im Alter von 19 Jahren begann er beim norwegischen Rundfunk Norsk rikskringkasting (NRK) in Sogn og Fjordane als Aushilfe zu arbeiten. Später wurde er DJ beim Jugendsender NRK P3. Nebenbei schrieb er für den Sender auch Blogs. Im Juni 2009 bekam Aase vom  norwegischen Kulturministerium den mit 50.000 Kronen dotierten Nynorsk-Preis für Journalisten. In der Begründung hieß es, dass er mit seinem Gebrauch von Nynorsk bei NRK P3 die Jugend erreiche und Vorbild für andere sein könne, die Dialekt sprechen oder Nynorsk verwenden. Aase begann im Jahr 2009 P3morgen, die Morgensendung von NRK P3, zu moderieren. Zuletzt war er dort im Moderationsteam mit Silje Nordnes und Markus Neby tätig. Im September 2019 gab das Trio bekannt, dass es seine letzte Sendung im Dezember 2019 habe. Aase 
hatte bis dahin etwa 3000 Sendungen moderiert. Für seine Tätigkeit für P3 als Hörfunkmoderator wurde er beim Radiopreis Prix Radio über die Jahre hinweg mehrfach ausgezeichnet. Im Dezember 2019 erhielt er außerdem den Kringkastingsprisen, einen Radiopreis, mit dem Personen ausgezeichnet werden, die Nynorsk verwenden.
Gemeinsam mit Kåre Magnus Bergh und Ingrid Gjessing Linhave moderierte Ronny Brede Aase im Frühjahr 2020 den norwegischen Vorentscheid für den Eurovision Song Contest, den Melodi Grand Prix 2020. Auch für den MGP 2021 wurde das Trio als Moderatorenteam vorgestellt. Im Jahr 2020 veröffentlichte er das Buch Lukk auga og tenk på taco beim Gyldendal-Verlag. Im Frühjahr 2021 führte er als Moderator durch die Dokumentarserie Eit feitt liv, in der es in mehreren Folgen um Adipositas, Diäten und andere damit verbundene Aspekte ging.
Im Juli 2021 wurde sein Übergang von NRK zu Discovery+ und TVNorge bekanntgegeben, wo er eine eigene Sendung entwickeln sollte.

## Auszeichnungen
- 2009: Nynorsk-Preis für Journalisten (Kulturdepartementet sin nynorskpris for journalistar)
- 2010: Prix Radio, „DJ des Jahres“
- 2011: Prix Radio, „Radioname des Jahres“ und „Moderatoren des Jahres“ (jeweils gemeinsam mit Live Nelvik)
- 2014: Prix Radio, „Moderator/Moderatorenteam des Jahres“ (mit Silje Nordnes)
- 2019: Kringkastingsprisen